# J-22 (航空機)
SOKO/IAR J-22 オラオ
ベオグラード航空博物館に展示されている試作初号機
- 用途：軽攻撃機
- 製造者：SOKO/IAR
- 運用者#運用国を参照
- 初飛行：1974年11月
- 生産開始：1978年
- サブタイプ： IAR-93 ヴュルチュル

SOKO/IAR J-22 オラオ（SOKO/IAR Orao、セルビア語キリル文字表記:Oрао）は、ユーゴスラビアのSOKO社とルーマニアのIAR社が協同で開発した軽攻撃機である。ルーマニアではIAR.93と呼ばれる。IAR-93 ヴュルチュルは、基本的構造は同じ機体であるが、電子機器・兵装など細目はJ-22のそれとは異なるため、別個の機種とされる事もある。愛称のオラオとはセルビア語で鷲を意味する。

## 概要
ユーゴスラビアとルーマニアが国際協同開発機構JUROMを作り、共同開発した。
最初の生産型のオラオ1の時点で、主翼が薄く前縁後退角43度、下反角3度、テーパー比3、アスペクト比3.6という切り落としデルタ翼に近い形をしており、さらに高翼配置としていた。そして水平尾翼は低く配置するなど超音速機の外見はしていたが、エンジンはリヒート無しだったため亜音速機であった。その後1983年にリヒートつきのオラオ2が完成し、見た目通りの超音速機となった。システム関係については、HUDはトムソン-CSF社（現在のタレス・グループ）製であるなど、イギリス、フランスからの輸入品である。複座型のNJ-22も作られ、1977年に飛行している。
機体外観は、平面視（上から見た図）ではジャギュアや三菱F-1に、正面視ではダッソー・ドルニエのアルファジェットや川崎のT-4などに似ており、速度性能や搭載力といった飛行能力もそれらのほぼ中間となる。しかしながら、エンジンが純ジェットであるうえに旧式の機材だったため出力のわりに燃費が悪く、作戦機として見た場合は航続距離や戦闘行動半径が小さいのが難点である。
2021年4月6日、ベオグラード近郊で行われた展示において、電子光学センサーを組み込んだ新型の機首を装備したJ-22の試作改修機が公開された。

## 運用国
- ユーゴスラビア
  -  セルビア
  -  スルプスカ共和国

## 性能諸元
オラオ2

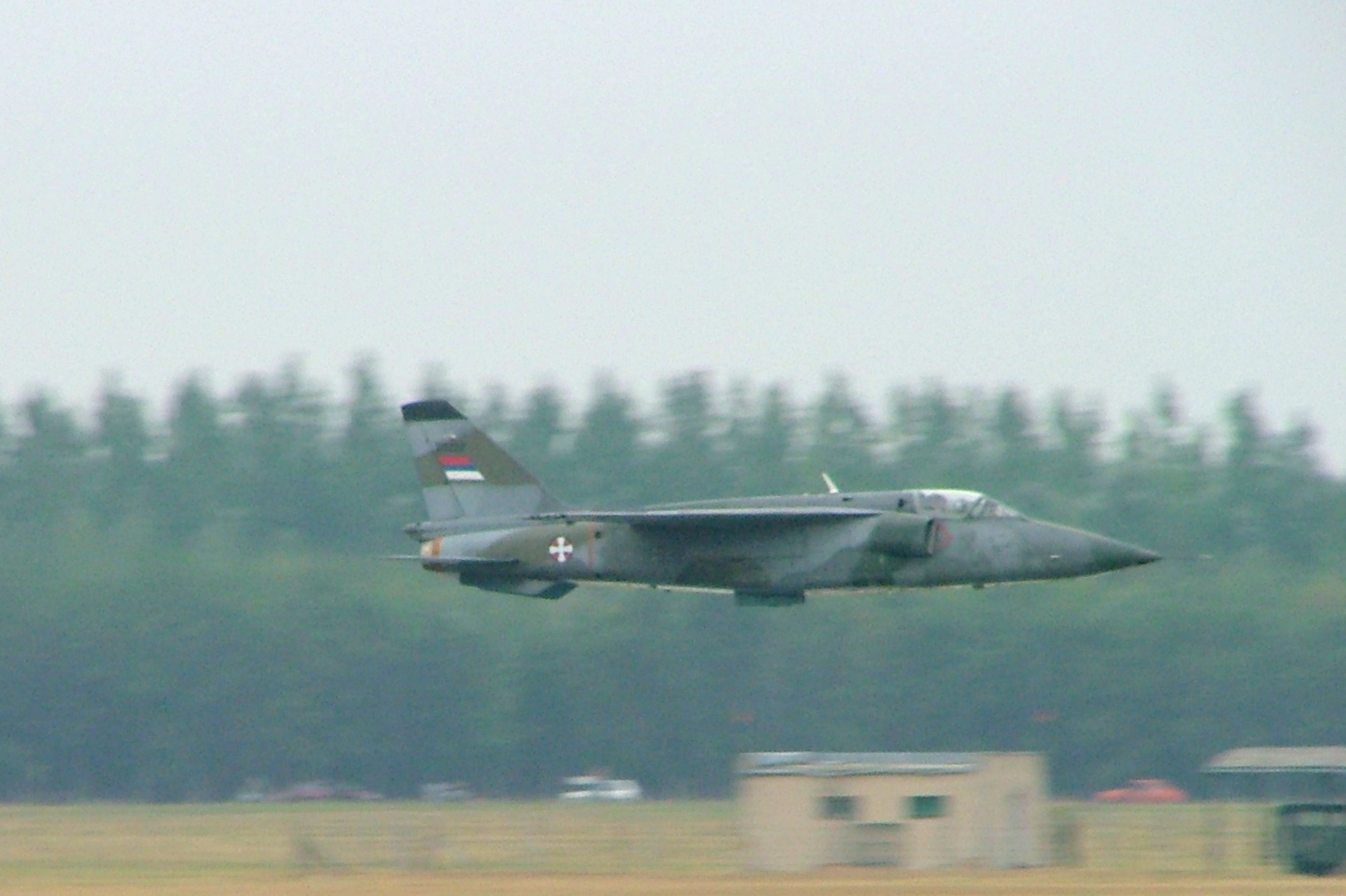
低空飛行をするオラオ（2007年）

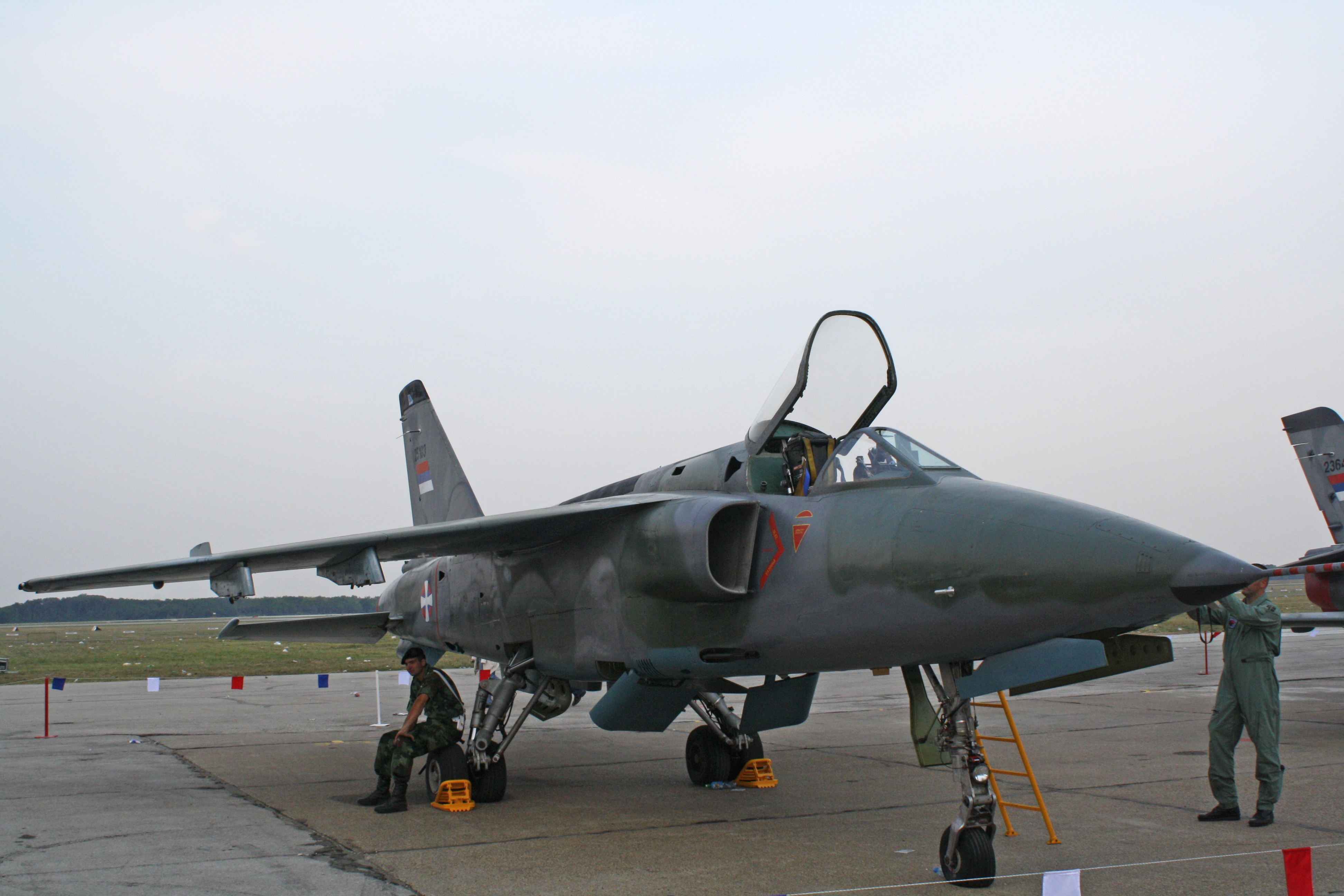
セルビア空軍及び防空軍 第98飛行旅団第241戦闘爆撃飛行隊の所属機

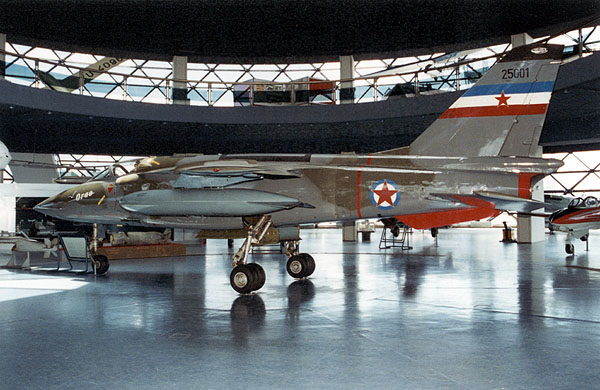
ベオグラード航空博物館に展示されている試作初号機（横から）

※使用単位についてはWikipedia:ウィキプロジェクト 航空/物理単位も参照
- 全長：14.90m
- 全幅：9.62m
- 全高：4.55m
- 主翼面積：26.0m2
- 自重：5,750kg
- 全備重量：11,250kg
- 発動機：ロールスロイス バイパー 633 17.25kN（ドライ）、22.25kN（リヒート）×2
- 最大速度：M1.1
- 航続距離：1,320km
- 戦闘行動半径：162nm（爆弾2,000kg/Hi-Lo-Hi）、162nm（爆弾2,000kg/Lo-Lo-Lo）
- 実用上昇限度：13,000m
- 乗員：1名
- 武装：
  - GSh-23 23mm機関砲×2
  - 爆弾類2,500kgまで
  - AGM-65 マーベリックが運用可能

## 登場作品

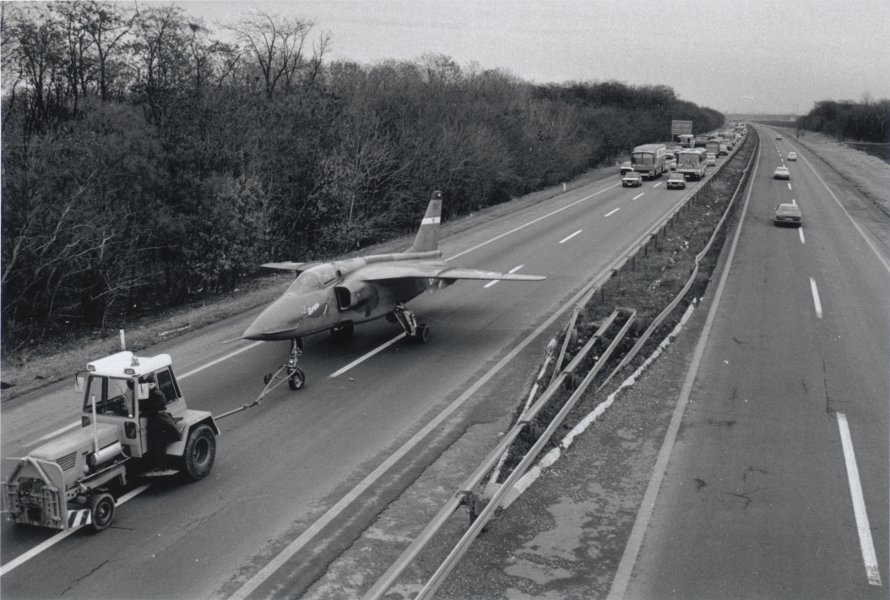
ベオグラード航空博物館へ搬入中のJ-22

### ゲーム
『フィクショナル・トルーパーズ』
エストビア連邦軍の機体として選択可能。J22ではなく、ルーマニア製のIAR.93である。